# Капустина, Надежда Алексеевна
Надежда Алексеевна Капустина (настоящая фамилия Ерганджиева; 1907—1987) — советская артистка балета и педагог, Заслуженная артистка РСФСР (1947).

## Биография
Родилась 17 сентября (30 сентября по новому стилю) 1907 года в Москве в многодетной весьма. Отец рано умер, оставив с матерью семерых детей.
Окончив Московское художественное училище (ныне Московское государственное академическое художественное училище памяти 1905 года), где её педагогом был балетмейстер В. Д. Тихомиров, с 1927 по 1959 год работала в Большом театре. Была одной из лучших характерных танцовщиц труппы. Первой партией, которую Тихомиров ей поручил, был испанский танец в «Лебедином озере».
Свыше пятидесяти танцев в балетах и операх исполнила Надежда Капустина за годы пребывания в Большом театре. Является первой исполнительницей партии Терезы («Пламя Парижа», балетмейстер В. И. Вайнонен, 1933 год). Среди других партий: Мерседес («Дон Кихот»), Андалузка («Золушка»), Испанка («Мирандолина»), исполняла характерные танцы в балетах: «Конек-Горбунок», «Лебединое озеро», «Дон Кихот», в опере «Иван Сусанин». Неоднократно успешно балерина представляла советское искусство за рубежом: в 1945 году выступала в Вене, в 1949 году — в Финляндии, в 1955 году — в Германской Демократической Республике.
По окончании карьеры танцовщицы, в 1961—1965 годах Надежда Алексеевна преподавала в родном училище.
Наряду с творческой работой, занималась общественной деятельностью. Участвовала в военно-шефской работе — неоднократно выезжала в составе театральных бригад для обслуживания красноармейских частей на Дальний Восток, в Белорусскую ССР, на корабли Черноморского Военно-Морского Флота. Будучи членом КПСС, окончила Университет марксизма-ленинизма.
Надежда Алексеевна Капустина является тётей советской балерины Елены Стефановны Ванке.
Умерла 27 февраля 1987 года в Москве. Похоронена на Введенском кладбище (16 уч.).
Была награждена орденом Трудового Красного Знамени (27.05.1951) и медалями, в числе которых «За доблестный труд в Великой Отечественной войне 1941—1945 гг.», Почётной грамотой Президиума Верховного Совета РСФСР (25.05.1976).